# جولي ديكسون
جولي ديكسون هي مصرفية كندية، (و. العقد 1950  م).